# Alfonso Barrera Valverde
Alfonso Barrera Valverde (Ambato, 1929 - 6 de septiembre de 2013) fue un poeta, narrador, novelista, jurista y diplomático ecuatoriano. Fue ministro de Relaciones Exteriores bajo el gobierno de Jaime Roldós y durante el incidente en Paquisha.

## Biografía

### Primeros años
Nació en 1929, en Ambato, Ecuador. Fue el sexto de siete hermanos, su madre Teresa fue una ama de casa que gustaba del arte y su padre Rafael fue profesor. A la edad de 3 años se trasladaron al barrio San Roque de la ciudad de Quito, donde estudió en el Pensionado Mera y en el Colegio La Salle. Obtuvo el título de doctor en jurisprudencia en la Facultad de Jurisprudencia de la Universidad Central del Ecuador y un postgrado en la Universidad de Harvard.

### Diplomacia
A la edad de 23 años entró a trabajar en la cancillería, y en poco tiempo fue nombrado embajador en República Dominicana, bajo la dictadura de Leonidas Trujillo, y estuvo a cargo de la embajada de Venezuela debido a que las relaciones entre dichos países se habían roto, al tener asilado a 13 personas que más tarde lograron partir a Brasil. También fue embajador de Ecuador en España, Canadá, Alemania y Argentina.
En 1980 fue nombrado Canciller Ministro de Relaciones Exteriores durante el gobierno de Jaime Roldós Aguilera. Durante su cargo, el 22 de enero de 1981 ocurrió un incidente militar en Paquisha, frontera con Perú, que terminaría en bombardeo el siguiente día 28, por consecuente convocó a embajadores de los países garantes y tratarlo en la 19 Reunión de Consulta de la Organización de Estados Americanos en Washington. Luego de su regreso fue bien recibido por los ciudadanos y los distintos partidos políticos que le ofrecían una candidatura a la presidencia la cual rechazó.
Trabajó para la cancillería un total de 49 años.

### Literatura
Fue ensayista, narrador de ficción, novelista y poeta con gran trayectoria a nivel nacional. Para 1979 ya había publicado tres poemarios y dos novelas, el crítico literario Julio Aristide le dedicó una reseña a su obra en el diario, El País, de España. En 1982 realizó Hombres de paz en lucha, donde trató sus vivencias y reflexiones vividas sobre la Guerra de Paquisha de 1981. Una de sus obras más destacadas es la novela infantil El país de Manuelito de 1984. En 2006 publicó una obra titulada Sancho Panza en América, bajo el sello de Alfaguara.

### Fallecimiento
Falleció a la edad de 84 años, el 6 de septiembre de 2013.

### Poesías
- Floración del silencio (1951)[2][3]
- Latitud unánime -con Eduardo Villacís Meythaler- (Quito, 1953)[2][3]
- Testimonio (Quito, 1956)[2][3]
- Del solar y del tránsito (Quito, 1958)[2][3]
- Poesía (Quito, 1969)[2][3]
- Tiempo secreto (Buenos Aires, 1977)[2][3]

### Novelas
- Dos muertes en una vida (1971)[2][3]
- Heredarás un mar que no conoces y lenguas que no sabes (Madrid, 1978)[2][3]
- Sancho Panza en América o la eternidad despedazada (2005)
- Galápagos: Fábulas y Personajes (2002)

### Novelas infantiles
- El país de Manuelito (Quito, 1984)[2][3]

### Ensayo
- El derecho internacional público en América (1962)[2][3]
- Manual de extranjería (1966)[2][3]
- La occidentalización de la poesía japonesa contemporánea (Quito, 1968)[2][3]
- Hombres de paz en lucha (Quito, 1982)[2][3][1]

### Consta en las antologías
- Índice de la poesía tungurahuense (Ambato, 1963)[2][3]
- Antología poética de Quito (Quito, 1977)[2][3]
- Lírica ecuatoriana contemporánea (Bogotá, 1979)[2][3]
- Poesía viva del Ecuador (Quito, 1990)[2][3]